# Anacampsis
Anacampsis is een geslacht van vlinders van de familie tastermotten (Gelechiidae).

## Soorten
- A. aduncella (Zeller, 1868)
- A. aedificata Meyrick, 1929
- A. agrimoniella (Clemens, 1861)
- A. anisogramma (Meyrick, 1927)
- A. argyrothamniella Busck, 1900
- A. blattariella

Spikkelpalpmot (Hübner, 1796)
- A. capyrodes Meyrick, 1922
- A. cenelpis (Walsingham, 1911)
- A. comparanda (Meyrick, 1929)
- A. conclusella (Walker, 1864)
- A. conistica Walsingham, 1910
- A. considerata Meyrick, 1922
- A. cornifer Walsingham, 1897
- A. cosmia Meyrick, 1921
- A. coverdalella Kearfott, 1903
- A. crypticopa (Meyrick, 1931)
- A. chlorodecta (Meyrick, 1932)
- A. diplodelta Meyrick, 1922
- A. embrocha Meyrick, 1914
- A. flexiloqua Meyrick, 1922
- A. fragariella Busck, 1904
- A. fullonella (Zeller, 1873)
- A. fuscella (Eversmann, 1844)
- A. hirsutella (Constant, 1885)
- A. homoplasta (Meyrick, 1932)
- A. idiocentra Meyrick, 1922
- A. innocuella (Zeller, 1873)
- A. inquieta (Meyrick, 1914)
- A. insularis Walsingham, 1897
- A. karmeliella Amsel, 1935
- A. kearfottella (Busck, 1903)
- A. lacteusochrella (Chambers, 1875)
- A. lagunculariella Busck, 1900
- A. languens Meyrick, 1918
- A. lapidella Walsingham, 1897
- A. levipedella (Clemens, 1863)
- A. lignaria (Meyrick, 1926)
- A. lithodelta Meyrick, 1922
- A. lugens (Caradja, 1920)
- A. lupinella Busck, 1901
- A. maculatella (Lucas, 1955)
- A. malella Amsel, 1959
- A. meibomiella Forbes, 1931
- A. mongolicae Park, 1988
- A. multinotata (Meyrick, 1918)

- A. niveopulvella (Chambers, 1875)
- A. nocturna (Meyrick, 1914)
- A. nonstrigella Busck, 1906
- A. obscurella (Denis & Schiffermüller, 1775)
- A. paltodoriella Busck, 1903
- A. panormitella (Caradja, 1920)
- A. parviocellatella Bruand, 1850
- A. peloptila (Meyrick, 1914)
- A. perquisita Meyrick, 1922
- A. petrographa Meyrick, 1922
- A. phytomiella Busck, 1914
- A. poliombra Meyrick, 1922
- A. pomaceella Walker, 1864
- A. populella

Populierenspikkelpalpmot (Clerck, 1759)
- A. prasina (Meyrick, 1914)
- A. primigenia Meyrick, 1918
- A. psoraliella Barnes & Busck, 1920
- A. quinquepunctella Walsingham, 1897
- A. rhabdodes Walsingham, 1910
- A. rhoifructella (Clemens, 1861)
- A. rivalis Meyrick, 1918
- A. sacramenta Kiefer, 1933
- A. scalata (Meyrick, 1914)
- A. scintillella (Fischer von Roslerstamm, 1841)
- A. solemnella (Christoph, 1882)
- A. subactella (Walker, 1864)
- A. temerella

Wilgspikkelpalpmot (Lienig & Zeller, 1846)
- A. tephriasella (Chambers, 1872)
- A. timidella (Wocke, 1887)
- A. triangularis Braun, 1923
- A. triangulella Park, 1988
- A. tridentella (Walsingham, 1909)
- A. trifoliella (Constant, 1890)
- A. tristrigella (Walsingham, 1882)
- A. ursula Walsingham
- A. veteranella (Zeller, 1877)
- A. viretella (Zeller, 1877)